# Verbaskosid
Verbaskosid (β-(3,4-dihydroxyfenyl)ethyl-O-α-L-ramnopyranosyl(1→3)-β-D-(4-O-kafeoyl)-glukopyranosid) je kafeoylfenylethanoidový glykosid, v jehož molekule fenylpropanoid kyselina kávová tvoří esterovou a fenylethanoid hydroxytyrosol etherovou vazbu s ramnózovou jednotkou v molekule disacharidu.

## Výskyt
Verbaskosid se vyskytuje u rostlin ze všech čeledí v řádu hluchavkotvarých (Lamiales).
Jsou známy pouze dva případy výskytu verbaskosidu v rostlinách mimo tento řád.
U hluchavkovitých je přítomen mimo jiné v léčivkách rodu sápa (Phlomis); k rostlinám obsahujícím verbaskosid patří také krtičníkovité, například divizna sápovitá (Verbascum phlomoides) a Verbascum mallophorum',, Buddleja globosa a Buddleja cordata.
Z trubačovitých jej obsahují zástupci rodu Pithecoctenium sp a Tynanthus panurensis, ze zástupců čeledi zárazovitých jde o Cistanche sp a zárazu kručinkovou (Orobanche rapum-genistae). Verbaskosid byl nalezen i u sporýše lékařského (Verbena officinalis), aloisie citronové (Aloysia citrodora) a libory měňavé Lantana camara, olivovníku evropského (Olea europaea), bublinatkovitých (Lentibulariaceae), masožravé rostliny Pinguicula lusitanica, a Byblis liniflora.

### Deriváty
Deriváty verbaskosidu lze nalézt v divizně vlnité (Verbascum undulatum); apiosidy verbaskosidu se nacházejí v různých diviznách (Verbascum sp).

### Vin vitrokulturách
Verbaskosid může být také vytvářen rostlinnými buněčnými kulturami šeříků (Syringa) a zástupců rodu Leucosceptrum. Může vznikat i u kořenových kultur pavlovnie plstnaté (Paulownia tomentosa).

## Biologická aktivita
Verbaskosid má antimikrobiální účinky, obzvláště proti zlatému stafylokoku (Staphylococcus aureus). Vykazuje též protizánětlivé vlastnosti.
I když byla u verbaskosidu popsána určitá in vitro genotoxicita vůči lidským bílým krvinkám zahrnující proteiny PARP-1 a p53, tak při následných in vivo testech nebyla žádná genotoxicita potvrzena. Verbaskosid inhibuje proteinkinázu C.